# Vuelta a España 1988
La Vuelta a España 1988, quarantatreesima edizione della corsa, si svolse in venti tappe, precedute da un prologo, dal 25 aprile al 15 maggio 1988 su un percorso di 3 425 km con partenza da Santa Cruz de Tenerife e arrivo a Madrid. Fu vinta dall'irlandese Sean Kelly che terminò la gara in 89h19'23" alla media di 38,506 km/h, davanti al tedesco occidentale Reimund Dietzen e allo spagnolo Anselmo Fuerte.
Le classifiche minori furono vinte dall'irlandese Sean Kelly (punti e combinata) e dagli spagnoli Álvaro Pino (montagna), Miquel Àngel Iglesias (traguardi volanti) e Manuel Carrera Ponzón (sprint speciali) mentre la classifica a squadre fu appannaggio della spagnola BH. Il corridore che si impose in più tappe fu Mathieu Hermans (sei frazioni). Conclusero la prova 116 dei 180 ciclisti al via.

## Tappe
| Tappa  | Data      | Percorso                                                          | km    | Vincitore di tappa   | Leader cl. generale |
| ------ | --------- | ----------------------------------------------------------------- | ----- | -------------------- | ------------------- |
| Prol.  | 25 aprile | Santa Cruz de Tenerife > Santa Cruz de Tenerife (serie di sprint) | 17,4  | Ettore Pastorelli    | Ettore Pastorelli   |
| 1ª     | 26 aprile | San Cristóbal de La Laguna > Santa Cruz de Tenerife               | 210   | Iñaki Gastón         | Laudelino Cubino    |
| 2ª     | 27 aprile | Las Palmas > Las Palmas (cron. a squadre)                         | 34    | BH                   | Laudelino Cubino    |
| 3ª     | 28 aprile | Alcalá del Río > Badajoz                                          | 210   | Mathieu Hermans      | Laudelino Cubino    |
| 4ª     | 29 aprile | Badajoz > Béjar                                                   | 234   | Francisco Navarro    | Laudelino Cubino    |
| 5ª     | 30 aprile | Béjar > Valladolid                                                | 202   | Mathieu Hermans      | Laudelino Cubino    |
| 6ª     | 1º maggio | Valladolid > León                                                 | 160   | Mathieu Hermans      | Laudelino Cubino    |
| 7ª     | 2 maggio  | León > Brañillín                                                  | 176,7 | Álvaro Pino          | Laudelino Cubino    |
| 8ª     | 3 maggio  | Oviedo > Monte Naranco (cron. individuale)                        | 6,8   | Álvaro Pino          | Laudelino Cubino    |
| 9ª     | 4 maggio  | Oviedo > Santander                                                | 197,3 | Mathieu Hermans      | Laudelino Cubino    |
| 10ª    | 5 maggio  | Santander > Valdezcaray                                           | 217,2 | Sean Kelly           | Laudelino Cubino    |
| 11ª    | 6 maggio  | Logroño > Jaca                                                    | 197,5 | Sean Yates           | Laudelino Cubino    |
| 12ª    | 7 maggio  | Jaca > Cerler                                                     | 178,2 | Fabio Parra          | Laudelino Cubino    |
| 13ª    | 8 maggio  | Benasque > Andorra                                                | 190,3 | Iñaki Gastón         | Laudelino Cubino    |
| 14ª    | 9 maggio  | La Seu d'Urgell > Sant Quirze del Vallès                          | 166   | Johnny Weltz         | Laudelino Cubino    |
| 15ª    | 10 maggio | Valencia > Albacete                                               | 192   | Mathieu Hermans      | Anselmo Fuerte      |
| 16ª    | 11 maggio | Albacete > Toledo                                                 | 244,4 | Malcolm Elliott      | Anselmo Fuerte      |
| 17ª    | 12 maggio | Toledo > Avila                                                    | 212,5 | Juan Martínez Oliver | Anselmo Fuerte      |
| 18ª    | 13 maggio | Avila > Segovia                                                   | 150   | Ángel Ocaña          | Anselmo Fuerte      |
| 19ª    | 14 maggio | Las Rozas > Collado Villalba (cron. individuale)                  | 30    | Sean Kelly           | Sean Kelly          |
| 20ª    | 15 maggio | Collado Villalba > Madrid                                         | 202   | Mathieu Hermans      | Sean Kelly          |
| Totale | Totale    | Totale                                                            | 3 425 |                      |                     |

## Squadre e corridori partecipanti
Parteciparono alla corsa diciotto squadre, le dieci formazioni professionistiche spagnole e otto straniere invitate, per un totale di 180 ciclisti al via.
| N.    | Cod. | Squadra                     |
| ----- | ---- | --------------------------- |
| 1-10  | CDC  | Café de Colombia            |
| 11-20 | BH   | BH                          |
| 21-30 | CJR  | Caja Rural-Orbea            |
| 31-40 | KAS  | KAS-Canal 10                |
| 41-50 | KEL  | Kelme-Iberia                |
| 51-60 | REY  | Reynolds-Reynolon-Pinarello |
| 61-70 | TEK  | Teka                        |
| 71-80 | FAG  | Bose-Fagor                  |
| 81-90 | SIG  | Sigma-Dormilón              |

| N.      | Cod. | Squadra                      |
| ------- | ---- | ---------------------------- |
| 91-100  | CLA  | CLAS                         |
| 101-110 | HEL  | Helios-Colchón CR            |
| 111-120 | SEU  | Seur                         |
| 121-130 | ZAH  | Zahor Chocolates             |
| 131-140 | RYA  | Ryalcao-Postobón             |
| 141-150 | PON  | Pony Malta-Bavaria-Avianca   |
| 151-160 | ALB  | Alba Cucine-Benotto-Sidermec |
| 161-170 | SIC  | Sicasal-Torreense            |
| 171-180 | CAR  | Carrera-Vagabond             |

## Classifiche finali

### Classifica generale - Maglia gialla
| Pos. | Corridore           | Squadra    | Tempo     |
| ---- | ------------------- | ---------- | --------- |
| 1    | Sean Kelly          | KAS        | 89h19'23" |
| 2    | Reimund Dietzen     | Teka       | a 1'27"   |
| 3    | Anselmo Fuerte      | BH         | a 1'29"   |
| 4    | Laudelino Cubino    | BH         | a 2'17"   |
| 5    | Fabio Parra         | Kelme      | a 2'25"   |
| 6    | Robert Millar       | Bose-Fagor | a 3'22"   |
| 7    | Jesús Blanco Villar | Teka       | a 8'19"   |
| 8    | Álvaro Pino         | BH         | a 8'25"   |
| 9    | Eddy Schepers       | Bose-Fagor | a 9'45"   |
| 10   | Roberto Córdoba     | BH         | a 10'28"  |

### Classifica a punti - Maglia verde
| Pos. | Corridore         | Squadra    | Punti |
| ---- | ----------------- | ---------- | ----- |
| 1    | Sean Kelly        | KAS        | 248   |
| 2    | Mathieu Hermans   | Caja Rural | 166   |
| 3    | Benny Van Brabant | Zahor      | 138   |
| 4    | Álvaro Pino       | BH         | 111   |
| 5    | Reimund Dietzen   | Teka       | 108   |

### Classifica Gran Premio della Montagna - Maglia bianca
| Pos. | Corridore            | Squadra | Punti |
| ---- | -------------------- | ------- | ----- |
| 1    | Álvaro Pino          | BH      | 100   |
| 2    | Anselmo Fuerte       | BH      | 62    |
| 3    | Sean Kelly           | KAS     | 60    |
| 4    | Fabio Parra          | Kelme   | 54    |
| 5    | Juan Martínez Oliver | Kelme   | 53    |

### Classifica traguardi volanti
| Pos. | Corridore             | Squadra   | Punti |
| ---- | --------------------- | --------- | ----- |
| 1    | Miquel Àngel Iglesias | Helios-CR | 19    |
| 2    | Sean Kelly            | KAS       | 15    |
| 3    | Claudio Chiappucci    | Carrera   | 13    |
| 4    | Manuel Carrera Ponzón | Zahor     | 11    |
| 5    | Reimund Dietzen       | Teka      | 7     |

### Classifica sprint speciali
| Pos. | Corridore             | Squadra | Punti |
| ---- | --------------------- | ------- | ----- |
| 1    | Manuel Carrera Ponzón | Zahor   | 20    |
| 2    | Sean Kelly            | KAS     | 15    |
| 3    | Juan Martínez Oliver  | Kelme   | 14    |
| 4    | Claudio Chiappucci    | Carrera | 14    |
| 5    | Jørgen Vagn Pedersen  | BH      | 8     |

### Classifica combinata
| Pos. | Corridore          | Squadra | Punti |
| ---- | ------------------ | ------- | ----- |
| 1    | Sean Kelly         | KAS     | 9     |
| 2    | Reimund Dietzen    | Teka    | 37    |
| 3    | Anselmo Fuerte     | BH      | 53    |
| 4    | Claudio Chiappucci | Carrera | 66    |
| 5    | Mariano Sánchez    | Teka    | 74    |

### Classifica a squadre
| Pos. | Squadra                     | Tempo      |
| ---- | --------------------------- | ---------- |
| 1    | BH                          | 267h55'02" |
| 2    | Teka                        | a 11'31"   |
| 3    | KAS-Canal 10                | a 28'41"   |
| 4    | Bose-Fagor                  | a 24'23"   |
| 5    | Reynolds-Reynolon-Pinarello | a 39'01"   |